# Операція «Півень-53»
Операція «Півень-53» (івр. מבצע תרנגול 53, Операція Тарнеголь 53) — військова операція Армії оборони Ізраїлю, проведена в 1969 в ході Війни на виснаження з викрадення у Єгипту радянського радара П-12 «Єнісей».
В операції брали участь бійці «Сайерет Нахаль» — добірної роти 50-го батальйону «Нахаль Муцнах» 35-ї парашутно-десантної бригади.

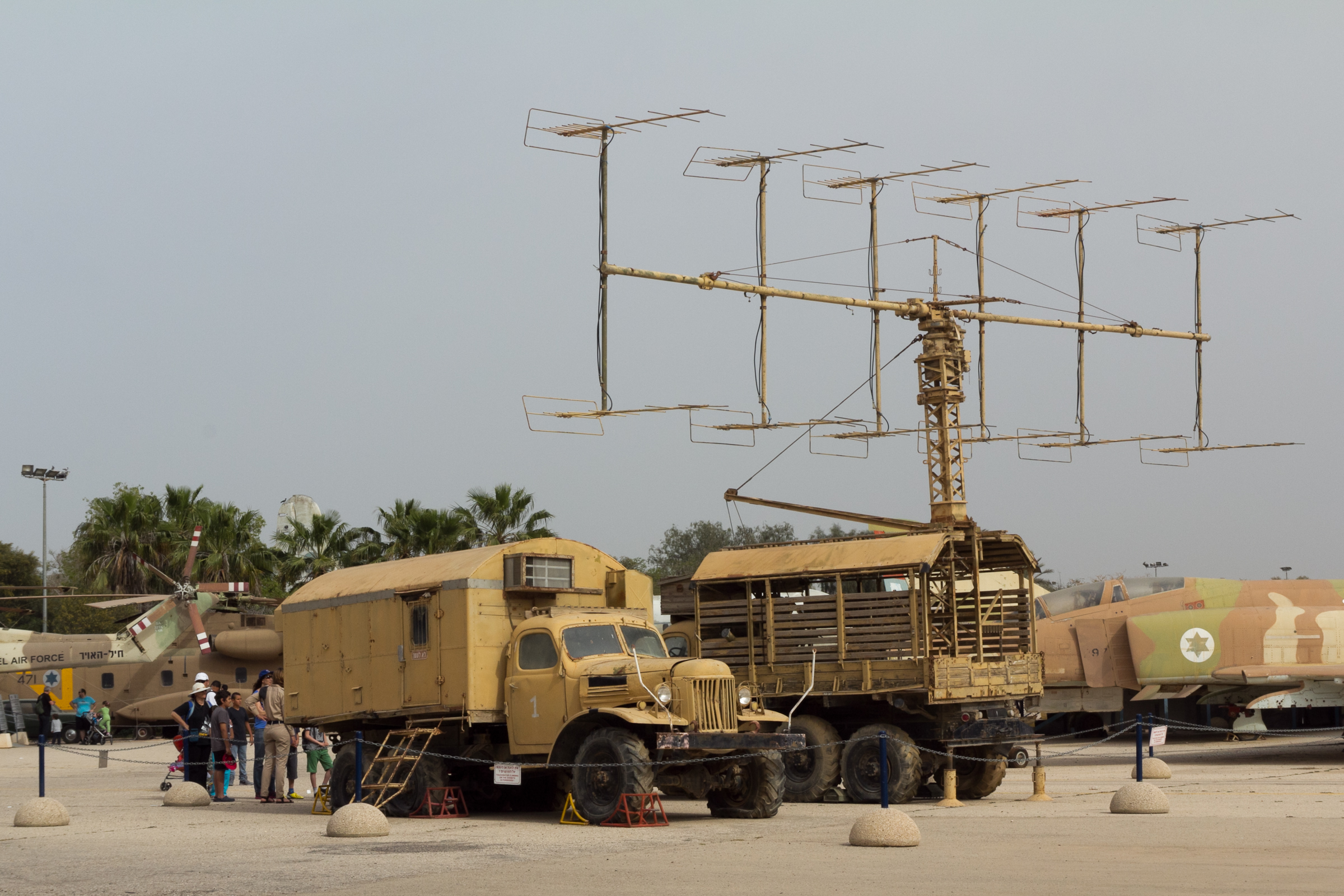
Радар П-12 в музеї ВПС Ізраїлю

## Передумови
Починаючи з березня 1969 Єгипет почав проти Ізраїлю Війну на виснаження.
З початку 60-х єгипетські сили ППО отримали ЗРК С-75. Для видачі цілевказівки цим комплексам використовувалися локатори далекого виявлення П-12 «Єнісей» (дальність виявлення цілей — до 250 км, висота виявлення — до 25 км). Ці радари являли собою мобільні РЛС метрового діапазону, прийняті на озброєння СРСР в 1956.
Цей радар раннього попередження був здатний засікати літаки на малих висотах, його характеристики не були відомі на Заході, і тому засобів електронної боротьби з проти нього не існувало.
22 грудня літаки «Vautour II» виявили підозрілий об'єкт в 10-ти км на захід від Рас-Аарб, на західному березі Суецької затоки. Після додаткової перевірки з'ясувалося, що це локатор.

## Ідея та планування операції
В день виявлення об'єкту сержант Рамі Шалев і ст. лейтенант Єхіель Хальор з відділу розшифровки аерофотознімків запропонували ідею викрадення локатора, що дозволило б розробити засоби протидії. Пропозиція була підтримана керівництвом ізраїльських ВПС.
Попередній план був розроблений начальником оперативного відділу штабу ВПС генерал-майором Давидом Іврі. Загальне керівництво операцією було доручено генерал-майору Рафаелю Ейтану. Для виконання операції був обраний 50-й десантний батальйон Нахаль, що входив до складу 35-ї парашутно-десантної бригади полковник, і розвідрота цієї бригади.

## Виконання операції
Операція почалась з бомбардування позицій єгиптян в районі розташування установки літаками ВПС Ізраїлю, що мало відвернути увагу.
Три вертольоти Super-Frelon з десантниками на борту сіли в шести кілометрах від станції. Три групи десантників мали розібрати радіолокатор і завантажити його на вертольоти. Ще два вантажних СН-53 чекали свого часу на ізраїльській стороні Затоки.
Єгиптян вдалося захопити зненацька, їх загін складався з десятка солдатів, двоє з яких загинули в перестрілці, інші потрапили у полон. Придушивши опір, частина групи розпочала демонтаж РЛС з автомашин. Розрізавши автогеном кріпильні скоби, ізраїльтяни демонтували обидві частини радіолокаційної станції: апаратну і антено-щогловий пристрій РЛС. Демонтаж було завершено о 2:43. Після демонтажу вертольотам було відправлене повідомлення про готовність до завантаження.
РЛС був вивезений на зовнішній підвісці важких вертольотів на Синай. Разом зі станцією був вивезений її розрахунок. Десант у повному складі повернувся на Синай і приземлилися там о 4:35.
РЛС без будь-яких пошкоджень піддалася ретельному вивченню, що дозволило створити необхідні засоби електронного захисту літаків.